# 托庫伊托
托庫伊托是委內瑞拉的城市，由卡拉沃沃州負責管轄，位於該國西北部，始建於1547年，海拔高度451米，全年平均氣溫是26攝氏度，2008年人口173,450。

## 外部連結
- Official homepage of the Libertador government.[永久]

10°06′52″N 68°03′56″W / 10.11444°N 68.06556°W